# Otocolobus manul
El manul (Otocolobus manul) es una especie de mamífero carnívoro perteneciente a la familia Felidae que habita en las estepas de Mongolia, Siberia y el Tíbet, en alturas hasta de 5000 m. s. n. m., donde su abundante pelaje le protege del excesivo frío y viento. Es llamado a veces gato de Pallas, porque fue clasificado por el zoólogo alemán Peter Simon Pallas, en 1776, quien lo denominó Felis manul. Recientemente, ha sido reubicado dentro del género Otocolobus —que antaño fuera creado para él—, siendo el único representante del mismo. Este gato paticorto tiene el cuerpo rechoncho y macizo, y una cola anillada en negro, larga y peluda. Su pelaje es de color muy variable, desde el gris ceniza al rojizo. Las líneas negras atraviesan su cuerpo sin interrupción de un flanco a otro. Es el único ejemplo de esta coloración entre los félidos.
El manul es un animal solitario, generalmente amante de la poca luz, pues su hora preferida de caza se sitúa entre el crepúsculo y el alba. Se alimenta de picas y de pájaros. Cuando galopa se le puede confundir con una marmota. Establece su refugio bajo una roca, y es el mejor trepador felino. Tiene de cuatro a seis crías de una camada, y un peso de adulto de entre 2,5 y 3,5 kg.

## Taxonomía
El manul tiene una historia taxonómica compleja. A menudo se le ha situado dentro del género Felis (junto con la mayoría del resto de gatos). Este género sobredimensionado, ha sido posteriormente dividido en muchos géneros más pequeños, dando lugar a una re-clasificación de esta especie, que lo dejaba como único miembro del género Otocolobus (del prefijo latino oto para oreja, y del griego kolobus para acortada). Sin embargo, a finales del siglo XX, el manul estaba considerado como un pariente cercano del resto de especies del género Felis y se le reubicó consecuentemente dentro. Finalmente, investigaciones recientes han demostrado que está estrechamente relacionado con los géneros Felis y Prionailurus en la tribu Felini. Como resultado de estas investigaciones, el género Otocolobus ha renacido y el manul ha sido re-clasificado.

## Descripción
Tiene un tamaño similar a la de un gato doméstico, de entre 46 y 65 centímetros de longitud, además de una cola que mide entre 21 y 31 centímetros de largo, y un peso que varía entre 2,5 y 4,5 kilos.  
Tiene varias características que lo distinguen de los demás felinos. Por ejemplo, los ojos tienen las pupilas redondeadas en lugar de las de forma de grieta de las de los otros gatos pequeños, las patas son proporcionalmente más cortas que las de otros gatos, mantiene las orejas muy bajas y separadas, y tiene unas garras inusualmente cortas. El hocico es corto en comparación con el de otros gatos, dándole un aspecto aparentemente aplanado. Las cortas mandíbulas tienen menos dientes de lo habitual entre los félidos, estando ausentes el primer par de premolares superiores. 
Dado su hocico relativamente aplanado, se creyó que era un ancestro de la raza del gato persa, ahora se sabe que esta relación es falsa.  
Su pelaje es de color ocre con franjas verticales oscuras en el torso y las patas delanteras, las cuales no siempre son visibles debido a su denso pelaje. El pelaje de invierno es más gris y tiene menos franjas que el de verano. Tiene anillos de color negro en la cola y manchas oscuras en la frente, y las mejillas son de color blanco con rayas negras estrechas, que recorren desde las comisuras de los ojos. La barbilla y la garganta también son de color blanco, y se funden con la piel gris y sedosa de las partes inferiores. Los anillos concéntricos blancos y negros que rodean los ojos, acentúan la forma redondeada de su rostro. 

## Distribución y hábitat
Vive en las estepas asiáticas, en alturas comprendidas entre los 1000 y 4000 metros. Se le puede encontrar en las costas este y sur del mar Caspio, al norte de Irán, India, Pakistán, Afganistán y Turkmenistán, todo Bután, Nepal, al oeste y el centro de la China, y Mongolia. Prefiere las zonas rocosas con relativamente pocos árboles, como son cerros áridos, estepas, y zonas semidesérticas. 
Los hábitats de las costas este y sur del mar Caspio, norte de Irán, India, Pakistán, Afganistán, Turkmenistán, Bután, Nepal, oeste y centro de China, y Mongolia comparten características comunes como un clima continental con inviernos fríos y veranos cálidos, un terreno montañoso y de estepa que proporciona un hábitat adecuado para especies como el gato de Pallas, una rica biodiversidad adaptada a estas condiciones climáticas, la presencia de recursos naturales como agua que es crucial para la vida silvestre, y un aislamiento geográfico que ha permitido el desarrollo de especies endémicas y adaptaciones únicas a los entornos locales.

## Comportamiento y dieta
Se cree que son cazadores crepusculares, que se alimentan de pequeños roedores y pájaros. Cazan principalmente cogiendo por sorpresa o acosando a sus presas, utilizando la vegetación baja o el terreno rocoso para esconderse, ya que no son corredores muy rápidos. Pasan la mayor parte del día refugiados en grietas en las rocas o en madrigueras abandonadas por otros animales, aunque también se les ha visto tomando el sol durante el día.  
Como la mayor parte de los félidos, el manul es un animal solitario, que raramente se une a otros individuos fuera de la temporada de reproducción. Tanto los machos como las hembras son territoriales y marcan su territorio. Esta especie de gato tiene una manera de amenazar que puede ser usual, que consiste en levantar el labio superior y mostrar sus largos caninos. 

## Reproducción

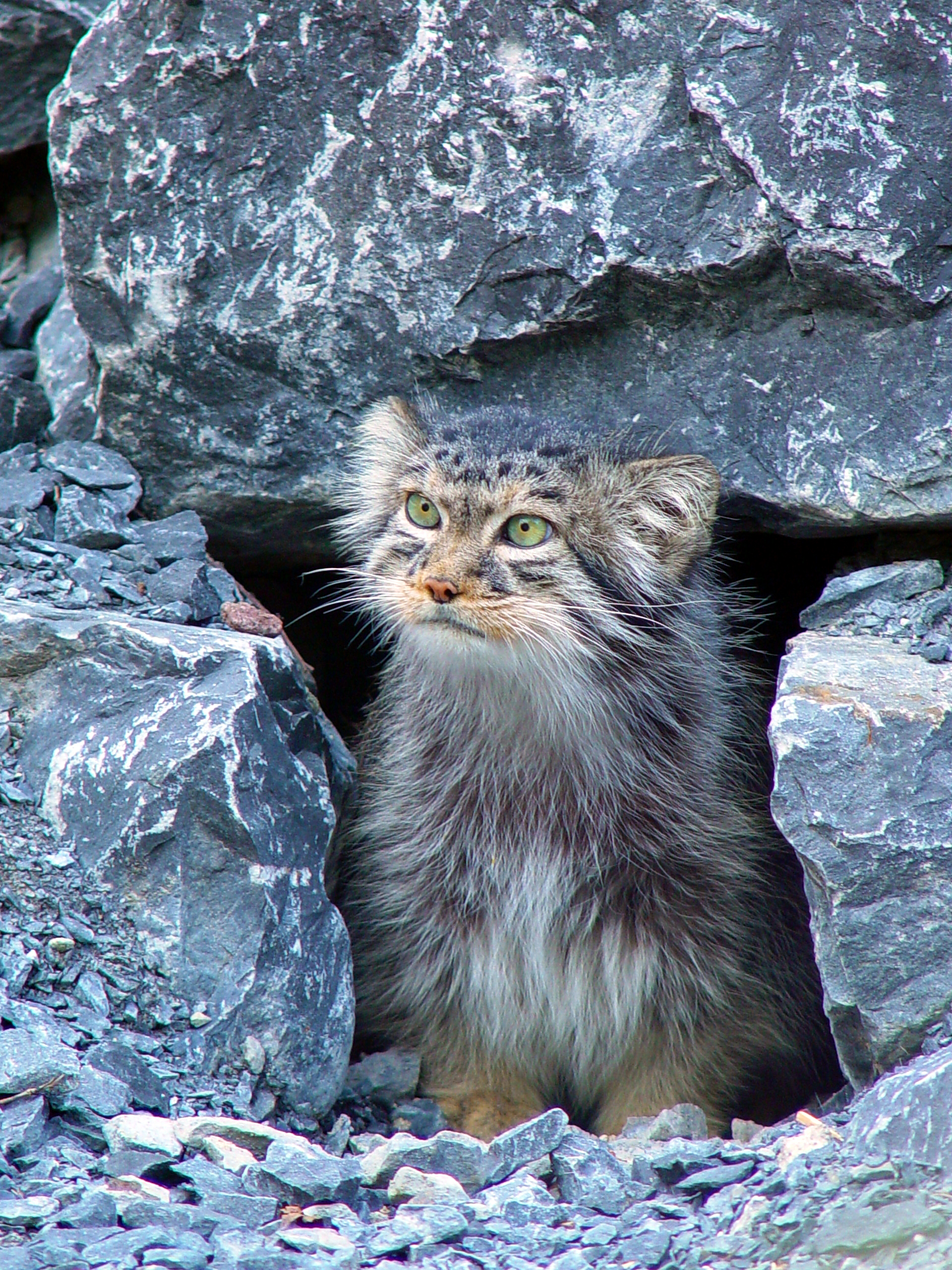
Manul en el parque zoológico de Zúrich.

Su temporada de reproducción es relativamente corta, debido al clima extremado de su área de distribución. El ciclo estral tiene una duración que varía entre 26 y 42 horas, el cual es también más corto que el de otros félidos. Dan a luz camadas formadas por entre 2 y 6 crías, después de un periodo de gestación de entre 66 y 75 días, generalmente en abril o en mayo. Estas grandes camadas, podrían compensar la elevada mortalidad infantil en el ambiente hostil de su hábitat. Las crías nacen en madrigueras protegidas, llenas de vegetación seca, plumas y pelos.  
Al nacer, las crías pesan alrededor de 90 gramos, y están cubiertas de un pelaje grueso que sustituyen por un pelaje mas semejante al de los adultos a partir de los dos meses. A partir de los cuatro meses ya comienzan a cazar, y alcanzan el tamaño de adultos a los seis meses. En cautividad, se ha registrado que pueden vivir hasta 11 años.
En julio de 2020, en el zoológico de Novosibirsk que lleva el nombre de RA Shilo 3, las hembras manula trajeron descendencia, cachorros 16.

## Conservación
Como otras especies exóticas de felinos, el manul ha sido cazado por su pelaje. Antes de convertirse legalmente en protegido, decenas de miles de pieles se obtenían anualmente a sus países de origen (China, Mongolia, Afganistán y Rusia). Hoy en día es considerado un beneficio para el entorno, dado que se alimenta de especies consideradas plagas para la agricultura. Sin embargo, el envenenamiento de roedores y picas, también puede afectar a la supervivencia de esta especie de felino.
El éxito de la cría en cautividad es difícil. Aunque se reproduce bien, las tasas de supervivencia son bajas debido a las infecciones. Esto se ha atribuido a un sistema inmunológico poco desarrollado, ya que su hábitat natural es aislado, y por lo tanto, normalmente no estarían expuestos a infecciones.

## Subespecies
Existen tres subespecies reconocidas de esta especie:
- Otocolobus manul manul, en Mongolia, Rusia y el oeste de China
- Otocolobus manul ferruginea, en Irán, Armenia, Kazajistán, Kirguistán, Turkmenistán, Uzbekistán, Tayikistán, Afganistán y Pakistán
- Otocolobus manul nigripecta, en Cachemira, Nepal y Tíbet